# Fator de Gamow
O fator de Gamow, nomeado devido a seu descobridor George Gamow, é o fator de probabilidade para duas partículas nucleares de superarem a barreira de Coulomb de maneira a permitirem reações nucleares, por exemplo fusão nuclear. Classicamente, não há quase nenhuma possibilidade para que os prótons fundam-se cruzando com outros a barreira de Coulomb, mas quando George Gamow aplicou mecânica quântica ao problema, em 1928, ele encontrou que havia uma possibilidade significativa para a fusão devido ao tunelamento. Hoje este fator é largamente utilizado para calcular as taxas de determinados decaimentos radioativos.
Esta mudança aumenta rapidamente com o aumento da energia da partícula, mas a mudança de uma partícula tendo uma alta energia decai rapidamente, seguindo a distribuição de Maxwell-Boltzmann. Gamow encontrou que, tomados juntos, estes efeitos significam que para qualquer temperatura dada, as partículas que então fundem-se estão principalmente em uma estreita faixa (dependente de temperatura) de energias conhecidas como a  janela de Gamow.
Na produção ou aniquilação de uma par de férmions, o estado inicial ou final das interações frequentemente levam a significativos efeitos sobre as seções transverssais. Para interações do tipo de Coulomb, o fator de Gamow tem tradicionalmente levado em conta estes efeitos. Mas o fator de Gamow necessita ser modificado quando a magnitude da constante de acoplamento ou a velocidade relativa de suas partículas aumenta. Primeiramente, tratou-se da modificação do fator de Gamow para a produção de dois bósons. Procura-se obter generalizações relativísticas do fator de Gamow em termos da sobreposição da amplitude de Feynman de dois férmions com uma interação atrativa do tipo de Coulomb. Têm-se apresentado formas explícitas de fator corretivo para o estado de singlet de spin de onda S. Observa-se que quando o fator corretivo aproxima-se do fator de Gamow no limite não relativístico, percebe-se que o fator de Gamow superestima significativamente os efeitos quando a constante de acoplamento ou a velocidade é grande.
A correlação elétron-elétron no estado final é tratada por três abordagens: o fator usual de Gamow, o fator de Gamow modificado com uma carga efetiva e um significativo valor da onda de Coulomb repulsiva elétron-elétron. Tem-se comparado os cálculos com dados experimentais para as ionizações duplas de átomos He e Li por impactos de H+, He2+ e Li3+, em energias intermediárias.